# Balthazar Getty
Paul Balthazar Getty (ur. 22 stycznia 1975 w Los Angeles) – amerykański aktor, muzyk i producent filmowy. Odtwórca roli agenta Thomasa Grace’a w serialu sensacyjnym Agentka o stu twarzach (2005–2006) i Thomasa „Tommy’ego” Walkera w serialu Bracia i siostry (2006–2011), który był emitowany na antenie ABC.
Należy do zespołu indie rock/elektronicznego Ringside, producent duetu rapowego The Wow.

## Wczesne lata
Urodził się w Tarzana, dzielnicy Los Angeles, w San Fernando Valley w Kalifornii jako syn Giseli Martine Getty (z domu Schmidt), fotoreporterki i Johna Paula Getty’ego III, aktora. Jego pradziadek, Jean Paul Getty, był multimiliarderem i założycielem Getty Oil Company, a kiedyś jednym z najbogatszych ludzi na świecie. Jego dziadkiem był sir Paul Getty. Jego matka była pochodzenia niemieckiego, a ojciec miał korzenie niemieckie, angielskie, irlandzkie i szkockie. Jego siostra Anna (ur. 1972) to córka jego matki, którą ojciec adoptował.

## Kariera
Został dostrzeżony przez łowcę talentów na swoich zajęciach teatralnych w szkole i rozpoczął karierę aktorską w wieku 13 lat. 12 sierpnia 1989 trafił na mały ekran jako Miles w jednym z odcinków serialu stacji Showtime Klasyka koszmarów (Nightmare Classics) z Amy Irving i Davidem Hemmingsem. Za główną rolę Ralpha w dramacie przygodowym Władca much (1990) i drugoplanową rolę Toma O’Folliarda w westernie Młode strzelby II (Young Guns II, 1990) był nominowany do Young Artist Award w kategorii najlepszy młody aktor w filmie kinowym. Występował potem w filmach: Młode strzelby II (Young Guns II, 1990), Urodzeni mordercy (Natural Born Killer, 1994) czy Zagubiona autostrada (Lost Highway, 1997).
W serialu telewizyjnym Czarodziejki (Charmed, 2003–2004) pojawił się w sześciu odcinkach jako Richard Montana, czarnoksiężnik zakochany w Paige Matthews. Od 29 września 2005 do 22 maja 2006 grał agenta Thomasa Grace’a w serialu sensacyjnym Agentka o stu twarzach (Alias). Od 7 stycznia 2008 do 8 maja 2011 występował w roli Thomasa „Tommy’ego” Walkera w serialu Bracia i siostry (Brothers & Sisters) u boku Sally Field, Calisty Flockhart, Matthew Rhysa i Luke’a Macfarlane’a.

## Życie prywatne
W 2000 zawarł związek małżeński z Rosettę Millington, projektantką odzieży dziecięcej, z którą ma syna Cassiusa (ur. 17 lipca 2000) oraz trzy córki – Grace (ur. 2001), Violet (ur. 2003) i June Catherine (ur. 2007). W latach 2008–2010 romansował z aktorką Sienną Miller.

## Filmografia
- 2008: West of Brooklyn
- 2006: Bracia i siostry (Brothers & Sisters) jako Thomas Walker
- 2006: Rzeź (Tripper, The) jako Jimmy
- 2005: Krwawa uczta (Feast) jako Bozo
- 2005: Into the West jako David
- 2005: Slingshot jako Taylor
- 2004: Płonąca pułapka (Ladder 49) jako Ray Gauquin
- 2004: Przemyt (Traffic) jako Ben Edmonds
- 2002: Gang braci (Deuces Wild) jako Jimmy Pockets
- 2002: Brudna forsa (Run for the Money) jako Eddie
- 2002: Corsairs
- 2001: Agentka o stu twarzach (Alias) jako Thomas Grace
- 2001: Centrum świata (Center of the World) jako Brian Pivano
- 2001: MacArthur Park jako Steve
- 2001: Pasadena jako Nate Greeley
- 2001: Sol Goode jako Sol Goode
- 2000: W mrokach nocy (Shadow Hours) jako Michael Holloway
- 2000: Zabójcze ryzyko (Four Dogs Playing Poker) jako Julian
- 1999: Blues wielkiego miasta (Big City Blues) jako Walter
- 1999: Out in Fifty jako Lefty
- 1998: Czarodziejki (Charmed) jako Richard Montana
- 1998: Sprawa załatwiona (Fait Accompli) jako sprzedawca A.J.
- 1997: Zagubiona autostrada (Lost Highway) jako Pete Dayton
- 1997: Symbioza (Habitat) jako Andreas Symes
- 1996: Terrified jako przyjaciel Chada
- 1996: Sztorm (White Squall) jako Tod Johnstone
- 1995: Sędzia Dredd (Judge Dredd) jako Olmeyer
- 1994: Urodzeni mordercy (Natural Born Killers) jako pracownik stacji benzynowej
- 1994: Cityscrapes: Los Angeles jako Leader
- 1994: Zakochani (Don’t Do It) jako Jake
- 1994: Dead Beat jako Rudy
- 1993: Zakazany rytm (Red Hot) jako Alexi
- 1992: Dokąd zawiedzie cię dzień (Where the Day Takes You) jako Little
- 1991: Ten papież musi umrzeć (Pope Must Die, The) jako Joe Don Dante
- 1991: Grudzień (December) jako Allister Gibbs
- 1991: My Heroes Have Always Been Cowboys jako Jud, syn Jolie
- 1990: Władca much (Lord of the Flies) jako Ralph
- 1990: Young Guns II jako Tom